# Cúp quốc gia Andorra 2010
Cúp quốc gia Andorra 2010 là mùa giải thứ 18 của giải đấu bóng đá loại trực tiếp của Andorra. Giải đấu khởi tranh từ 17 tháng 1 năm 2010 với các trận đấu ở vòng loại thứ nhất và kết thúc với trận Chung kết ngày 16 tháng 5 năm 2010. UE Sant Julià vô địch lần thứ 2 trong 3 năm với chiến thắng 1–0 victory trước đương kim vô địch FC Santa Coloma.
Với chức vô địch này, UE Sant Julià được quyền tham gia vòng loại thứ hai của UEFA Europa League 2010–11, nơi họ thua trước đội bóng Phần Lan MYPA.

## Kết quả

### Vòng loại thứ nhất
Vòng này có sự tham gia của tất cả các đội từ Segona Divisió 2009–10. Các trận đấu diễn ra vào ngày 17 tháng 1 năm 2010.
| Đội 1                   | Tỉ số | Đội 2                     |
| ----------------------- | ----- | ------------------------- |
| CE Jenlai               | 5–1   | Penya Encarnada d'Andorra |
| Lusitanos B             | 2–1   | FC Rànger's               |
| Atlètic Club d'Escaldes | 1–3   | Casa Estrella del Benfica |
| Principat B             | 1–9   | UE Extremenya             |

### Vòng loại thứ hai
Các đội ở Primera Divisió 2009–10 đứng thứ 5 đến 8 sau 7 vòng đấu – FC Encamp, UE Engordany, Inter Club d'Escaldes, và FC Lusitanos – bước vào vòng này cùng với các đội thắng ở vòng loại thứ nhất. Ở mỗi trận, một đội Segona Divisió và một đội Primera Divisió được bốc thăm với nhau. Các trận đấu diễn ra vào ngày 24 tháng 1 năm 2010.
| Đội 1                     | Tỉ số | Đội 2                 |
| ------------------------- | ----- | --------------------- |
| CE Jenlai                 | 1–2   | UE Engordany          |
| Lucitinos B               | 0–4   | Lusitanos             |
| Casa Estrella del Benfica | 0–2   | Inter Club d'Escaldes |
| UE Extremenya             | 2–1   | FC Encamp             |

### Vòng loại thứ ba
Các đội thắng ở vòng trước sẽ tham gia vòng này cùng với các đội từ Primera Divisió đứng thứ nhất đến thứ tư sau 7 vòng đấu – FC Santa Coloma, UE Sant Julià, UE Santa Coloma, and CE Principat. Các trận lượt đi diễn ra vào ngày 11 tháng 4 năm 2010 trong khi các trận lượt về diễn ra vào ngày 18 tháng 4 năm 2010.
| Đội 1                 | TTS  | Đội 2           | Lượt đi | Lượt về |
| --------------------- | ---- | --------------- | ------- | ------- |
| UE Engordany          | 0–13 | UE Sant Julià   | 0–5     | 0–8     |
| Lusitanos             | 7–1  | FC Santa Coloma | 6–0     | 1–1     |
| Inter Club d'Escaldes | 3–4  | UE Santa Coloma | 3–0     | 0–4     |
| UE Extremenya         | 0–5  | Principat       | 0–2     | 0–3     |

### Bán kết
Các trận lượt đi diễn ra vào ngày 25 tháng 4 năm 2010 trong khi các trận lượt về diễn ra vào ngày 9 tháng 5 năm 2010.
| Đội 1           | TTS | Đội 2     | Lượt đi | Lượt về |
| --------------- | --- | --------- | ------- | ------- |
| UE Sant Julià   | 3–0 | Lusitanos | 1–0     | 2–0     |
| UE Santa Coloma | 5–4 | Principat | 3–1     | 2–3     |

### Chung kết
| UE Sant Julià | 1 – 0 | UE Santa Coloma |
| ------------- | ----- | --------------- |
|               |       |                 |